# Tesseranthelia chesterfieldensis
Tesseranthelia chesterfieldensis är en korallart som beskrevs av Jean-Loup d'Hondt 1986. Tesseranthelia chesterfieldensis ingår i släktet Tesseranthelia och familjen Clavulariidae. Inga underarter finns listade i Catalogue of Life.